# Reževiće
Reževiće (en serbe cyrillique : Режевиће) est un village de Serbie situé dans la municipalité de Tutin, district de Raška. Au recensement de 2011, il comptait 110 habitants.

## Démographie
| 1948 | 1953 | 1961 | 1971 | 1981 | 1991 | 2002 | 2011 |
| ---- | ---- | ---- | ---- | ---- | ---- | ---- | ---- |
| 207  | 239  | 216  | 189  | 209  | 137  | 104  | 110  |

|  |